# Селма (тауншип, Миннесота)
Селма (англ. Selma) — тауншип в округе Коттонвуд, Миннесота, США. На 2000 год его население составило 204 человека.

## География
По данным Бюро переписи населения США площадь тауншипа составляет 93,4 км², из которых 93,4 км² занимает суша, водоёмов нет.

## Демография
По данным переписи населения 2000 года здесь находились 204 человека, 84 домохозяйства и 64 семьи.  Плотность населения —  2,2 чел./км².  На территории тауншипа расположено 90 построек со средней плотностью 1,0 построек на один квадратный километр. Расовый состав населения: 92,65 % белых, 3,92 % — других рас США и 3,43 % приходится на две или более других рас. Испанцы или латиноамериканцы любой расы составляли 6,37 % от популяции тауншипа.
Из 84 домохозяйств в 22,6 % воспитывались дети до 18 лет, в 66,7 % проживали супружеские пары, в 7,1 % проживали незамужние женщины и в 23,8 % домохозяйств проживали несемейные люди. 21,4 % домохозяйств состояли из одного человека, при том 7,1 % из — одиноких пожилых людей старше 65 лет. Средний размер домохозяйства — 2,43, а семьи — 2,78 человека.
21,6 % населения — младше 18 лет, 6,4 % — в возрасте от 18 до 24 лет, 21,1 % — от 25 до 44, 24,5 % — от 45 до 64, и 26,5 % — старше 65 лет. Средний возраст — 46 лет. На каждые 100 женщин приходилось 104,0 мужчин.  На каждые 100 женщин старше 18 приходилось 110,5 мужчин.
Средний годовой доход домохозяйства составлял 37 250 долларов, а средний годовой доход семьи —  41 875 долларов. Средний доход мужчин —  27 083  доллара, в то время как у женщин — 19 375. Доход на душу населения составил 15 551 доллар. За чертой бедности находились 9,1 % семей и 10,8 % всего населения тауншипа, из которых 15,4 % младше 18 и 9,8 % старше 65 лет.